# Groupe fortifié Jeanne-d'Arc
La Feste Kaiserin, rebaptisé groupe fortifié Jeanne-d’Arc en 1919, est un fort de la seconde ceinture fortifiée des forts de Metz, en Moselle. La Feste Kaiserin est l’un des groupes fortifiés les plus vastes de ces fortifications. Situé à l’arrière des lignes pendant la Première Guerre mondiale, il subit les assauts des troupes alliées à la fin de la Seconde Guerre mondiale. Le groupe fortifié résista jusqu’en décembre 1944 et fut le dernier à se rendre à la fin de la bataille de Metz.

## Contexte historique
Pendant l'Annexion allemande, Metz, dont la garnison de l'armée impériale allemande oscille entre 15 000 et 20 000 hommes au début de la période et dépasse 25 000 hommes avant la Première Guerre mondiale, devient progressivement la première place forte du Reich allemand. Le groupe fortifié Jeanne-d’Arc complète la Seconde ceinture fortifiée de Metz composée des Festen Wagner (1904-1912), Kronprinz (1899-1905), Leipzig (1907-1912), Kaiserin (1899-1905), Lothringen (1899-1905), Freiherr von der Goltz (1907-1916), Haeseler (1899-1905), Prinz Regent Luitpold (1907-1914) et Infanterie-Werk Belle-Croix (1908-1914).
Le groupe fortifié faisait partie d’un programme de fortifications plus vaste, appelé Moselstellung et englobant des forteresses disséminées entre Thionville et Metz, dans la vallée de la Moselle. L’objectif de l’Allemagne était de se protéger contre une attaque française visant à reprendre l'Alsace-Lorraine, soit l’Alsace et la Moselle, à l’Empire allemand. À partir de 1899, le Plan Schlieffen de l’état-major allemand conçut les fortifications de la Moselstellung, entre Metz et Thionville, comme un verrou destiné à bloquer l’avance éventuelle des troupes françaises en cas de conflit. Ce concept de ligne fortifiée sur la Moselle constituait une innovation significative par rapport au système Séré de Rivières développé par les Français. Il inspirera plus tard les ingénieurs de la ligne Maginot.

## Construction et aménagements
Le groupe fortifié Jeanne-d’Arc est construit à l’ouest de la ville de Châtel-Saint-Germain. Il devait contrôler la route Metz-Verdun et le plateau qui s’étendait vers Gravelotte. Commencé en 1899, le fort, baptisé Feste Kaiserin le 12 mai 1900, fut terminé en 1908. Les parties du fort appareillées en pierre de Jaumont furent renforcées pour la plupart par des dalles de béton armé, entre 1912 et 1914. Le système de fortification fut conçu pour s’adapter aux progrès grandissants de l’artillerie depuis la fin du XIXe siècle. Basé sur de nouveaux concepts défensifs, tels que la dispersion et la dissimulation, le groupe fortifié devait constituer, en cas d’attaque, un barrage infranchissable pour les forces françaises. Le périmètre de protection du groupe fortifié Jeanne-d’Arc est assuré par un ensemble de positions d’infanterie, de casernes fortifiées et de batteries d’artillerie, disséminés sur une superficie de 131 ha, et dissimulés par la topographie naturelle. Le fort Jeanne-d’Arc pouvait abriter une garnison de 1 900 hommes. Il était armé de six canons de 100 mm, sur deux batteries, de six canons de 150 mm, sur deux autres batteries, et de quatre canons de 77 mm dans des casemates. Quatre casernes fortifiées, reliées par des galeries souterraines aux différentes batteries, abritaient les troupes. Quatre bastions d’infanterie situés aux quatre points cardinaux complétaient ce dispositif défensif. La Feste disposait de 14 coupoles d’observation et de 24 postes de guet. L’ensemble des ouvrages était relié par 2 350 m de tunnels. Un réseau de fils de fer barbelés, protégé par des mitrailleuses lourdes, encerclait chaque point défensif, le point ouest étant doté en plus d’une caponnière de terre. Un total de sept casernes, disséminées autour du site, pouvait porter la capacité des effectifs à plus de 2 580 hommes de troupes. Chaque caserne était protégée par une enveloppe de terre à l’arrière, comme c’était déjà le cas à Plappeville ou à Queuleu, mais aussi et surtout par du béton armé, en façade et sur le dessus. Les ouvertures, portes, fenêtres et conduits de ventilation, étaient dotées de lourds panneaux de métal, pouvant être verrouillés. 4 570 m3 d’eau étaient disponibles. Enfin, 7 moteurs diesel, de 30 CV chacun, fournissaient l’énergie électrique nécessaire à l’ouvrage.

## Affectations successives
À partir de 1890, la relève dans les forts est assurée par les troupes du XVIe corps d’armée stationnées à Metz et à Thionville. À l’arrière des lignes allemandes pendant la Grande guerre, le fort ne connut pas l’épreuve du feu. Repris par les troupes françaises après 1919, certaines pièces d’artilleries furent récupérées pour réarmer les forts de Thionville appartenant alors à la ligne Maginot. Réinvesti par les troupes allemandes de 1940 à 1944, il fut le théâtre d’un affrontement meurtrier au cours de la bataille de Metz.
Après la guerre, le fort Jeanne-d’Arc devint un centre de contrôle aérien militaire pour l’OTAN, géré par du personnel canadien, américain et français. Ce centre de contrôle, ou Moselle Common Area Control, gérait le trafic aérien sur l’Est de la France, le Luxembourg et l’Allemagne de l’ouest en liaison avec la Base aérienne Grostenquin. Les troupes de l’OTAN réhabilitèrent les casernes 3 et 4 du fort, occupant le groupe fortifié jusqu’en 1967. Le fort François de Guise, et le fort Marne complétaient ces installations militaires. La France maintint l’ensemble de ces installations opérationnelles jusqu’à la fin des années 1990. Toujours propriété du ministère de la Défense, ces installations militaires ne sont pas accessibles au public.

## Seconde Guerre mondiale
Au cours de la bataille de France, la zone de Metz fut épargnée par les combats. Dès 1943 des bombardements sur des cibles stratégiques touchèrent la région messine, mais épargnèrent les forts de Metz. Ce n’est qu’en 1944 que les forts retrouvèrent leur vocation première, en permettant aux troupes allemandes d’organiser une ligne défensive efficace sur la Moselle au cours de la bataille de Metz. Le 2 septembre 1944, Metz est déclarée forteresse du Reich par Hitler. La place forte doit donc être défendue jusqu’à la dernière extrémité par les troupes allemandes, dont les chefs ont tous prêté serment au Führer. Le lendemain, 3 septembre 1944, le général Krause, alors commandant de la place forte de Metz, établit son Oberkommando, le poste de commandement principal, dans la caserne du fort Alvensleben. Le jour même, les troupes du général Krause prennent position sur une ligne allant de Pagny-sur-Moselle à Mondelange, en passant à l’ouest de Metz par Chambley, Mars-la-Tour, Jarny et Briey. Le 6 septembre 1944, les 5e et 90e divisions de la IIIe armée américaine, qui approchaient de Metz par l’ouest, rencontrent donc une nouvelle ligne de défense allemande.
Soutenue par les forts Jeanne-d’Arc à l’ouest, Driant au sud, et François de Guise au nord, la 462e Volksgrenadier division de la Ire armée allemande aligne plus de 10 000 soldats. La ligne de fortifications du secteur nord-ouest allant de Gravelotte à Semécourt, qui se composait d’un mur de béton discontinu, de 3 mètres de haut et 10 mètres de large, renforcé par quatre forts, le tout recouvert à l’ouest par une ligne d’avant-postes, de tranchées, de barbelés, et de positions de mitrailleuses, semble imprenable. Le 9 septembre au matin, l’artillerie américaine déverse une pluie d’obus sur les positions allemandes identifiées, préparant le terrain à l’infanterie et aux blindés de la Task force McConnell. Le feu combiné des forts allemands arrête net l’avance américaine. Du côté de Gravelotte, dans le Bois des Génivaux, les troupes américaines piétinent face aux Fahnenjunker de Siegroth qui dominent le terrain.
Le 16 septembre 1944, dans un brouillard épais, l’attaque du 2e bataillon du 357e Infantry Regiment, sous un feu nourri de mortiers et d’armes automatiques provenant de la lisière boisée, se solde par de lourdes pertes. À la nuit tombante, le bataillon a perdu 15 officiers et 117 hommes et n’a progressé que de 200 mètres. Voyant que les Américains grignotent peu à peu ses lignes, l’artillerie allemande redouble ses tirs, réussissant à contenir le 357e Infantry Regiment, et faisant craindre au général McLain une nouvelle contre-attaque. Devant la pugnacité des troupes d’élite de la 462e Volks-Grenadier-Division, le général McLain, en accord avec le général Walker, décide de suspendre les attaques, attendant de nouveaux plans de l’état-major de la 90e Infantry Division.
Alors que les troupes de la troisième armée américaine se reposent en écoutant Marlène Dietrich, les troupes allemandes profitent de l'accalmie dans les combats pour se réorganiser. Des troupes de réserves de la future 462e Volks-Grenadier-Division relèvent, dans les forts du secteur, les troupes d’élites de Siegroth. Lorsque les hostilités reprennent début novembre, après un mois pluvieux, les soldats de la 462e Volks-Grenadier-Division tiennent toujours solidement les forts de Metz, même si les ravitaillements se font plus difficilement sous les tirs d’artillerie et les bombardements fréquents.
Le 9 novembre 1944, l’Air Force envoie pas moins de 1 299 bombardiers lourds B-17 et B-24 déverser 3 753 tonnes de bombes, de 1 000 à 2 000 livres, sur les ouvrages fortifiés et les points stratégiques situés dans la zone de combat de la IIIe armée. La plupart des bombardiers ayant largué leurs bombes sans visibilité, à plus de 20 000 pieds, les objectifs militaires sont souvent manqués. À Metz, les 689 chargements de bombes destinés à frapper le fort Jeanne d’Arc et six autres forts, désignés comme des cibles prioritaires, ne font que des dégâts collatéraux. À Thionville et à Sarrebruck, le résultat est aussi peu concluant, prouvant une fois de plus l’inadéquation des bombardements massifs sur des objectifs militaires. Mi-novembre 1944, les XIIe et XXe corps d’armée américains tentent de prendre les fortifications de Metz en tenaille. La 95e division d’infanterie doit centrer son effort sur le front ouest de Metz, alors que la 5e division doit déborder les lignes allemandes, au nord et au sud.
La 95e division d’infanterie américaine doit donner l’assaut sur le point le plus faible du dispositif défensif, une série de sept points d’appui d’artillerie, les « Seven Dwarve », s’égrenant au fil du relief entre le fort Jeanne-d’Arc et le groupe fortifié François-de-Guise. À l’aube du 14 novembre, les obusiers de 105 mm du 359e Field Artillery Battalion ouvrent le feu sur le secteur situé de part et d’autre du groupe fortifié Jeanne-d’Arc, entre le fort François-de-Guise et le fort Driant, afin d’ouvrir la voie au 379e Infantry regiment, dont l’objectif est d’atteindre la Moselle. L’attaque se concentre sur le groupe fortifié Jeanne-d’Arc, qui finit par être encerclé par les troupes américaines. Après deux contre-attaques meurtrières, les hommes du Major Voss appartenant à la 462e Volks-Grenadier-Division se replient bientôt sur le groupe fortifié. Ils n’en sortiront plus. Pour le commandant du fort Jeanne-d’Arc, le constat est amer: les pertes sont lourdes et n’ont pas empêché les troupes américaines d’atteindre la Moselle.
Pendant ce temps, au sud du groupe fortifié Jeanne-d’Arc, le 1er batallon du 379e Infantry regiment attaque les ouvrages de Jussy-Nord, Jussy-Sud et Saint-Hubert. Défendu chacun par une poignée de soldats du 462e Volks-Grenadier-Division, ils sont pris vers 14h00. Deux heures plus tard, le 1er bataillon réussit à prendre l’Ouvrage d’infanterie de Bois-la-Dame, tenu par une section allemande, malgré une contre-attaque vigoureuse et des tirs soutenus venant du fort Driant. Au soir du 14 novembre 1944, les ouvrages des Seven Dwarfs, appelés ainsi pour les distinguer des grands groupes fortifiés, sont aux mains des soldats américains. Le groupe fortifié Jeanne-d’Arc, encerclé mais pas encore neutralisé, coupe maintenant la ligne de ravitaillement des soldats américains de première ligne. Un parachutage aérien est donc effectué pour ravitailler les hommes, en munitions et en vivres.
Le 15 novembre 1944, la 378e Infantry Regiment épaule la 379e Infantry Regiment. L'attaque du groupe fortifié Jeanne-d’Arc ne peut se faire qu’à la nuit tombante. Un premier bunker, poste avancé du groupe fortifié, est pris. Le souffle d’une charge explosive, placée directement sur le bunker, ayant poussé ses occupants, un Oberleutnant et sa section, à se rendre. Le 16 novembre 1944, il est décidé de concentrer l’attaque entre les forts Jeanne-d’Arc et François-de-Guise, depuis le bunker de la ferme Saint-Hubert et la ferme Moscou. Afin d'empêcher la garnison allemande de sortir, les accès aux forts sont minés. L’attaque est cette fois couronnée de succès. Le 18 novembre 1944, l’armée américaine réussit à passer la Moselle, mais elle est contrainte de garder des forces en arrière, afin de neutraliser les éléments de la 462e Volksgrenadier division encore retranchés dans le groupe fortifié Jeanne-d’Arc et dans les forts des alentours.
Fin novembre, trois autres forts tombent aux mains de la 2e Infantry Division de l’armée américaine. Le groupe fortifié du Saint-Quentin (Feste Prinz Friedrich-Karl), le fort de Plappeville (Feste Alvensleben), et le fort Driant (Feste Kronprinz) déposent aussi les armes, les 6, 7 et 8 décembre 1944. Le 13 décembre 1944, le groupe fortifié Jeanne-d’Arc, qui compte encore plus de 500 hommes, est le dernier à se rendre à la 26e Infantry Division. Ce jour-là, le général Hartness remet, au Major Voss, une demande de reddition. Après consultation de son adjoint, celui-ci l’accepte, et dépose les armes, laissant pénétrer les hommes du 101e Infantry Regiment dans l’enceinte du fort. La reddition se fait alors dans les règles de la guerre.
Le groupe fortifié Jeanne-d’Arc, sans doute parce qu’il était commandée par l’état-major de la 462e Volks-Grenadier-Division et défendu par le Bataillon de fusiliers de la division, fut donc le dernier des forts de Metz à se rendre. La résistance ennemie déterminée, les intempéries et les inondations inopportunes, ainsi qu’une tendance générale à mésestimer la puissance de feu des fortifications de Metz, ont contribué à ralentir l’offensive américaine, donnant l’occasion à l’armée allemande de se retirer en bon ordre vers la Sarre. L’objectif de l’état-major allemand, qui était de gagner du temps en fixant le plus longtemps possible les troupes américaines en avant de la ligne Siegfried, sera donc largement atteint.